# ديفيد نوت
ديفيد نوت  (بالإنجليزية: David Nott)‏ طبيب بريطاني متخصص في جراحة الأوعية والشرايين . يعتبر أحد الجراحين البريطانيين المشهورين ويعمل في مستشفى تشيلسي ويستمينستر اللندني (بالإنجليزية: Chelsea and Westminster Hospital)‏، اشرف على علاج رئيس بريطانيا الأسبق توني بلير في عام 2010. اشتهر بمشاركته في الأعمال الإنسانية الطبية حيث يغادر نوت بمعدل شهر في السنة إلى مناطق نزاع لتقديم العلاج. زار جمهورية الكونغو الديموقراطية والبوسنة وليبيا وتشاد والسودان كما زار سوريا مرتين في الفترة من 2011-2013.

## زيارته إلى سوريا
في 20 أكتوبر 2013 أدلى نوت بتصريح للصحافة البريطانية بعد عمله في سوريا لمدة 5 أسابيع في مستشفى في شمال سوريا يتهم القناصة في سوريا باأستهداف النساء الحوامل.